# Københavns Busterminal
Københavns Busterminal er en terminal for fjernbusser, der ligger ved Carsten Niebuhrs Gade på Vesterbro. Den betjenes blandt andet af FlixBus og Kombardo Expressen. Terminalen blev indviet 6. juni 2024.

## Udformning
Terminalen ligger langs med Carsten Niebuhrs Gade og går ligesom denne under Dybbølsbro. Der er adgang fra broen gennem en terminalbygning, hvor der er kiosk, ventesal og toiletter. Der er dog ikke billetsalg til fjernbusserne, idet der henvises til de enkelte selskaber. Terminalen er i øvrigt ubemandet, men informationsskærme fortæller, hvor og hvornår busserne kører.
På nordøstsiden af Dybbølsbro er der ti perroner til fjernbusser, der ligger i kamparkering under en overdækning i forlængelse af terminalen. På den sydvestlige side er der yderligere to perroner i kamparkering men uden overdækning. Kamparkeringen betyder, at perronerne støder op til en lang gennemgående perron for passagererne langs Carsten Niebuhrs Gade. Udformningen giver desuden adgang til bussernes bagagerum fra begge sider. Til gengæld må busserne bakke ud. Længst mod sydvest er der tre pladser for ledbusser langs den gennemgående perron. Nogle af perronerne er reserveret til bestemte selskaber, mens andre kan benyttes af alle.
Terminalen ligger ca. 100 m fra Dybbølsbro Station, der betjenes af de fleste S-togslinjer. Havneholmen Station, der betjenes af metrolinje M4, ligger ca. 500 m fra terminalen. Desuden er der busstoppesteder på henholdsvis Ingerslevsgade og Kalvebod Brygge. Der er ingen parkeringspladser, men dog et "kys og kør"-område, hvor bilister kan sætte andre af og på.